# Le Neubourg
 Le Neubourg  là một xã thuộc tỉnh Eure trong vùng Normandie miền bắc nước Pháp.

## Huy hiệu
| Arms of Le Neubourg | The arms of Le Neubourg are blazoned: Bendy gules and Or. |